# 約瑟夫·尼爾
約瑟夫·H·尼爾（英語：Joseph H. Neal；1950年8月31日—2017年2月14日），是美國的民主黨政治人物，前南卡羅來納州眾議院議員。

## 生平
哈維於南卡羅來納州霍普金斯出生，長大曾在本尼迪克特學院、科爾蓋特·羅徹斯特·克羅澤神學院和匹茲堡神學院就讀。
1993年起，他以民主黨黨籍當選為南卡羅來納州众议院第七十選區代表議員，後同時擔任州众议院民主黨副黨魁。